# 1036 가니메드
1036 가니메드(영어: 1036 Ganymed)는 지름 30~34 km의 소행성으로, 근지구 소행성 중 가장 크다. 가니메드는 1924년 8월 23일 왈터 바데가 발견했다. 가니메드의 궤도는 상당히 잘 파악되어 있으며, 2024년 10월 13일 지구에서 0.374097 AU 떨어진 곳을 지나칠 것이다. 가니메드는 아모르 소행성군에 속하면서 동시에 화성 횡단 소행성으로, 2176년 12월 16일 화성에서 0.02868 AU 떨어진 곳을 지나칠 것이다.

## 명칭
"가니메드"(Ganymed)는 가니메데스의 독일식 철자로, 가니메데스는 그리스 신화에서 제우스의 술시중을 드는 트로이의 왕자이다. 목성의 위성 가니메데 또한 가니메데스에서 이름을 따 온 것이지만, 위성 가니메데는 영어 철자를 사용한다.

## 물리적 성질
가니메드는 일찍 발견된 편이기 때문에, 많은 관측 기록이 존재한다. 1931년의 어느 논문은 관측 자료에 근거하여 가니메드의 절대 등급을 9.24로 추산하였고, 이는 현재의 측정값인 9.45보다 약간 더 밝다. 가니메데는 S형 소행성으로, 빛 반사량이 상대적으로 많으며 주로 철, 마그네슘, 규산염으로 구성되어 있다. 세부 분광형 분석에서 가니메드는 S (VI) 형으로 나타났고, 이는 가니메드의 표면이 산화 휘석과 금속으로 구성되어 있을 가능성을 나타낸다.
1998년, 아레시보 천문대에서 진행하였던 가니메드 레이다 관측에서 가니메드가 구형 천체임이 드러났고, 이 시기에는 가니메드의 광도곡선과 분극곡선에 대한 연구 또한 진행되었다. 연구에서는 광도곡선과 분극곡선 사이에 약한 연관성이 있으며, 자전축 기울기의 함수라는 것을 알아내었다. 분극곡선은 광도곡선처럼 물체의 크기에 영향을 받는 것이 아닌, 표면의 지형과 구성 성분의 영향을 받기 때문에 가니메드의 표면은 거의 균일한 지형을 갖고 있을 것이라고 생각되고 있다.
2007년 보고되었던 가니메드의 최근 광도곡선 관측 결과에서는, 가니메드의 자전 주기가 10.314 ± 0.004 시간이고 광도곡선의 진폭은 0.12 등급이라는 것이 드러났다.
1985년 8월 22일 캘리포니아에서 가니메드에 의한 엄폐 현상이 관측되었었다.

## 더 읽을거리
- Fevig, Ronald A.; Fink, U (May 2007). “Spectral observations of 19 weathered and 23 fresh NEAs and their correlations with orbital parameters”. 《Icarus》 188 (1): 175–188. Bibcode:2007Icar..188..175F. doi:10.1016/j.icarus.2006.11.023.
- Hahn, G.; Magnusson, P; Harris, A.W; Young, J.W; Belkora, L.A; Fico, N.J; Lupishko, D.F; Shevchenko, V.G; Velichko, F.P;  외. (April 1989). “Physical studies of Apollo-Amor asteroids: UBVRI photometry of 1036 Ganymed and 1627 Ivar”. 《Icarus》 78 (2): 363–381. Bibcode:1989Icar...78..363H. doi:10.1016/0019-1035(89)90184-X.